# Пам'ятки архітектури Онуфріївського району
У Онуфріївському районі Кіровоградської області на обліку перебуває 11 пам'ятка архітектури.
| № пп | Найменування пам'ятки                               | Датування              | Місцезнаходження пам'ятки                | Охорон. номер |
| ---- | --------------------------------------------------- | ---------------------- | ---------------------------------------- | ------------- |
|      | Комплекс будівель маєтку графа Толстого (5 споруд): |                        |                                          |               |
| 1    | Парк садово-паркового мистецтва                     | друга половина XIX ст. | смт Онуфріївка                           | ЗПП 25-564    |
| 2    | Біла їдальня графа Толстого                         | кінець XIX ст.         | смт Онуфріївка, вул. гр. Толстого        | 107-Кв        |
| 3    | Будинок управителя                                  | кінець XIX ст.         | смт Онуфріївка, вул. гр. Толстого        | 404-Кв/1      |
| 4    | Кузня                                               | кінець XIX ст.         | смт Онуфріївна, вул. гр. Толстого        | 404-Кв/2      |
| 5    | Льодник                                             | кінець XIX ст.         | смт Онуфріївна, вул. гр. Толстого        | 404-Кв/3      |
| 6    | каретний сарай                                      | кінець XIX ст.         | смт Онуфріївна, вул. гр. Толстого        | 404-Кв/4      |
| 7    | Школа № 1 (мур.)                                    | кінець XIX ст.         | смт Онуфріївка, вул. 50-річчя Жовтня, 24 | 162-Кв        |
| 8    | Троїцька церква                                     | початок XIX ст.        | с. Браїлівка                             | 405-Кв        |
| 9    | Вітряк                                              | початок XX ст.         | с. Вишнівці                              | 108-Кв        |
| 10   | Свято-Вознесенська церква                           | кінець XIX ст.         | смт Павлиш, вул. Сухомлинського, 2       | 109-Кв        |
| 11   | Школа № 1 (мур.)                                    | початок XX ст.         | смт Павлиш, вул. Сухомлинського, 4       | 164-Кв        |